# 拿督斯里
拿督斯里（Datuk Seri, Dato' Seri, Dato' Sri）是一個常見於馬來西亞和汶萊的榮譽稱號，乃是由最高元首、蘇丹、严端、拉惹或州元首冊封的象徵式終身榮譽身份，是一個比「拿督」更高級的頭銜。「拿督斯里」是「拿督」和「斯里」的合成詞，前者指的是「酋長、領袖或長老」，後者指的是「光芒、光明或光輝」。
在馬來西亞，第一等（斯里級）榮譽勳章佩戴者的稱號可能是「拿督斯里」（在馬六甲、沙巴和聯邦直轄區稱為；在吉打、霹靂、玻璃市、森美蘭、雪蘭莪、登嘉樓和檳城稱為；在彭亨和砂拉越稱為）或「拿督」（Dato'，在柔佛、彭亨、雪蘭莪、登嘉樓和吉蘭丹，為以示區別，非正式也稱為「高級拿督」），視為與「丹斯里」同等級，獲贈者多為部長、大法官、高級公務員、高級軍官、高級警官、黨魁、知名商人、社會賢達等人物。在聯邦直轄區和部分州属，其上還設有特等（烏達瑪級）榮譽勳章，獲贈者多是蘇丹、州元首、敦或王室成員，稱號是「拿督斯里烏達瑪」（Datuk Seri Utama, Dato' Seri Utama），視為與「敦」同等級。
「拿督斯里」的配偶（元配）稱為「拿汀斯里」、「拿督斯里夫人」、「督潘斯里」或「杜潘」（在聯邦直轄區和其它州屬是；在彭亨和砂拉越是；在登嘉樓是；在吉打則有可能是或），「高級拿督」的配偶稱為「拿汀」、「拿督夫人」或「督潘」（在柔佛、彭亨、雪蘭莪和吉蘭丹是；在登嘉樓是）。在正式的社交禮節中，女性必須「從夫姓」才能冠上有關的稱號，除非她的稱號是來自於最高元首、蘇丹或州元首的冊封，而不是延伸自丈夫的權利。由於馬來西亞的《國民登記法令》並不强制女性在婚後冠上夫姓（除了所有的華人、少數的印度人和少數的馬來貴族外，大多數的馬來人、印度人和土著並沒有傳統姓氏），所以這項細節常常被忽略，或沒有嚴格的遵守。
不同地區的「女拿督斯里」（或「女高級拿督」）會有不同的稱號，可能是（馬六甲、沙巴和聯邦直轄區）、（吉打、霹靂、玻璃市、森美蘭、登嘉樓和檳城）、（彭亨和砂拉越）、（雪蘭莪）、（彭亨和登嘉樓）、（柔佛和雪蘭莪）或（吉蘭丹）。「女拿督斯里」（或「女高級拿督」）的丈夫除非有得到最高元首、蘇丹或州元首的冊封，否則的話，並沒有任何的稱號。

## 其它的衍生稱號
- 拿督斯里邦里瑪（Datuk Seri Panglima），沙巴第一等（斯里級）京那峇魯榮譽勳章（SPDK）佩戴者的稱號[1]

- 拿督斯里邦里瑪（Dato' Seri Panglima），霹靂第一等（斯里級）英勇勳章（SPTS）佩戴者的稱號[2]

- 皇家拿督斯里（Dato' Seri DiRaja, Dato' Seri Diraja），霹靂蘇丹阿玆蘭沙勳章（SPSA）佩戴者的稱號[2]；玻璃市第一等（斯里級）端姑賽布特拉效忠勳章（SSSJ）佩戴者的稱號[3]

- 皇家拿督斯里盤陀訶羅（Dato' Seri Diraja Bendahara Negara），玻璃市盤陀訶羅勳章（DBSJ）佩戴者的稱號[3]

- 皇家拿督斯里斯迪亞（Dato' Seri Setia Diraja），玻璃市第一等（斯里級）端姑賽西拉魯丁斯里勳章（SPSJ）佩戴者的稱號[3]

- 拿督巴杜卡斯里斯迪亞（Dato' Paduka Seri Setia），汶萊第一等烏嘎瑪伊斯蘭勳章（PSSUB）佩戴者的稱號[4]

- 拿督斯里斯迪亞（Dato' Seri Setia），汶萊第二等烏嘎瑪伊斯蘭勳章（DSSUB）佩戴者的稱號[4]；汶萊第一等效忠勳章（PSNB）佩戴者的稱號[4]

- 拿督巴杜卡斯里（Dato' Paduka Seri），汶萊第一等英勇輝煌勳章（DPKG）佩戴者的稱號[4]；汶萊第一等英勇表揚勳章（DPKT）佩戴者的稱號[4]

- 拿督斯里巴拉望（Dato' Seri Pahlawan），汶萊第一等巴拉望勳章（PSPNB）佩戴者的稱號[4]

- 拿督巴杜卡斯里萊拉迦薩（Dato' Paduka Seri Laila Jasa），汶萊第一等有功勳章（PSLJ）佩戴者的稱號[4]

- 拿督斯里莱拉迦萨（Dato' Seri Laila Jasa），汶萊第二等有功勳章（DSLJ）佩戴者的稱號[4]

- 拿督斯里巴杜卡（Dato' Seri Paduka），汶萊第一等王冠勳章（SPMB）佩戴者的稱號[4]

## 另見
- 拿督斯里烏達瑪
- 拿督
- 丹斯里